# Georg Niedermeier
Georg Niedermeier (ur. 26 lutego 1986 w Monachium) – niemiecki piłkarz występujący na pozycji środkowego obrońcy w VfB Stuttgart.

## Kariera
Niedermeier występował w zespole SC Bogenhausen, a od 1995 roku grał w Bayernie Monachium. 18 października 2003 roku zadebiutował w rezerwach Bayernu Monachium w meczu z FC Augsburg. W drugim zespole Bayernu występował do 2009 roku. W tym czasie rozegrał tam 86 spotkań.
30 stycznia 2009 roku został wypożyczony do czerwca 2010 roku do VfB Stuttgart. W zespole tym zadebiutował 1 marca w spotkaniu z Karlsruher SC. 11 lutego 2010 roku Niedermeier podpisał kontrakt z VfB Stuttgart do 2014 roku.